# Società tedesca di sociologia
La Società tedesca di sociologia (Deutsche Gesellschaft für Soziologie – DGS) è una associazione scientifica per la promozione della ricerca sociologica e del suo insegnamento. È una organizzazione non a scopo di lucro che si prefigge come obiettivo il "discutere problemi sociali, la comunicazione scientifica tra i membri e la  promozione della diffusione di conoscenze e di approfondimento sociologico nella società".

## Storia della DGS
La Società tedesca di sociologia fu fondata il 3 gennaio 1909 da un gruppo di trentanove scienziati di Berlino, nessuno di loro strettamente da considerare come "sociologo". Tra gli altri Rudolf Goldscheid (fondatore) (1870-1931), Ferdinand Tönnies (primo presidente), Max Weber, Georg Simmel, ed altri. Viene considerata la seconda società sociologica del suo genere nel mondo. Il primo Presidente Ferdinand Tönnies la guidò fino al 1933, ma a causa della sua opposizione al regime nazista fu costretto nel 1934 a lasciare Il suo paese. La società rimase silente e inattiva del 1934 al 1946, quando Leopold von Wiese ne prese la presidenza. 
In essa confluivano nel periodo post bellico le tre principali scuole tedesche di sociologia:
1. la Scuola di Colonia,
2. la Scuola di Lipsia,
3. la Scuola di Francoforte.

Nel 2008 la società aveva oltre 1600 iscritti.
La rivista della Società si intitola Forum der Deutschen Gesellschaft für Soziologie (Forum della Società tedesca di sociologia).

### Cronologia dei presidenti
- 1909-1933 Ferdinand Tönnies
- 1933-1946 Hans Freyer
- 1946-1955 Leopold von Wiese
- 1955-1959 Helmuth Plessner
- 1959-1963 Otto Stammer
- 1963-1967 Theodor W. Adorno
- 1967-1970 Ralf Dahrendorf
- 1970 Erwin K. Scheuch
- 1971-1974 M. Rainer Lepsius
- 1974-1978 Karl Martin Bolte
- 1979-1982 Joachim Matthes
- 1983-1986 Burkart Lutz
- 1987-1990 Wolfgang Zapf
- 1991-1992 Bernhard Schäfers
- 1993-1994 Lars Clausen
- 1995-1998 Stefan Hradil
- 1999-2002 Jutta Allmendinger
- 2003-2006 Karl-Siegbert Rehberg
- 2007-2011 Hans-Georg Soeffner
- 2011-2013 Martina Löw
- 2013-2017 Stephan Lessenich
- 2017-     Nicole Burzan
- Birgit Blättel-Mink